# DRAGON'S DOGMA PROGRESS
『DRAGON'S DOGMA PROGRESS』（ドラゴンズドグマプログレス）は、平野博寿による日本の漫画。カプコンより発売されたゲームソフト『Dragon's Dogma』の漫画化作品で、『ヤングアニマルDensi』（白泉社）にて、2013年4月26日から2014年6月27日まで月1回ペースで連載された。全13話。
2013年11月に単行本第1巻が発売され、それにあわせて『ドラゴンズドグマ クエスト』のゲーム内で作中のキャラクターであるエリーゼのジョブカードが使えるなどのコラボキャンペーンも実施された。

## ストーリー
ドラゴンを倒す運命を背負う戦士である覚者（かくしゃ）・キャロルと、彼の従者（ポーン）・エリーゼらの冒険を描くハイファンタジー。
物語はゲーム本編でいう眩み砦の奪還から始まり、キャロルの過去、領王との謁見や様々な戦いを経て、宿敵であるドラゴンとの決戦に臨む。

## 主要登場人物
キャロル
田舎の漁村カサディスに住むごく普通の若者だったが、突如、飛来したドラゴンの襲撃を受ける。その結果、仲間のロイ達の命を奪われ、また自身もドラゴンに心臓を奪われる。ドラゴンに選ばれし者“覚者（かくしゃ）”として甦り、奪われた心臓を取り戻すために旅に出る。
エリーゼ
人の姿をしていながら人ではないポーンと呼ばれる存在の1人。失意のキャロルの元に駆けつけ、彼とメインポーンの契約をかわす。麗しい容姿の持ち主。職業は軽業師であるストライダー。
キナ
キャロルの幼馴染。ドラゴンを探す旅に出たキャロルの身を案じている。
フレッチャー
キャロルと旅するポーンの1人。調子のいい性格。職業はストライダー。
スタン
キャロルと旅するポーンの1人。温和な性格。職業は魔法を操るメイジ。
ロベルト
キャロルと旅するポーンの1人。冷静沈着な性格。職業はファイター。
キャロライン
キャロルとの旅に加わった上級ポーン。明るくひょうきんな性格。かわいらしい外見も相まって他のポーンより人間に受け入れられている。職業はメイジの上位ジョブのソーサラー。
カッサーノ
キャロルとの旅に加わった上級ポーン。クールな性格。職業はファイターの上位ジョブのウォーリアー。

## 単行本
- 平野博寿 『DRAGON'S DOGMA PROGRESS』 白泉社〈ジェッツコミックス〉、全2巻
  1. 2013年11月29日発売 ISBN 978-4-592-14146-4[1]
  2. 2014年8月29日発売 ISBN 978-4-592-14147-1